# Christian Jürgensen Thomsen
Christian Jürgensen Thomsen (Copenhaga, 29 de dezembro de 1788 – Copenhaga, 21 de maio de 1865) foi um arqueólogo dinamarquês.
Famoso por ter proposto o sistema das três idades (pedra, bronze, ferro). Abriu caminhos para o estudo da cultura(etnologia e etnografia) com a fundação do mais antigo e mais variado museu etnográfico no mundo em Copenhague, na Dinamarca. (fonte: história da cultura, origem e evolução, por Kaj Birket-Smith)